# Adiconsum
Adiconsum è un'associazione italiana difesa dei consumatori e  ambiente senza scopo di lucro, tra le più importanti e rappresentative in Italia.

## Storia
L'associazione è nata nel 1987 a Roma su iniziativa della CISL. La sede nazionale si trova a Roma ed è presente sul territorio italiano tramite circa 150 sportelli presso cui fornisce assistenza e tutela collettiva ai consumatori e alle famiglie.
L'associazione negozia e concerta a difesa dei consumatori per l'eliminazione delle vessazioni, delle pratiche commerciali scorrette, delle truffe.
È una delle due associazioni italiane, insieme al Centro Tutela e Consumatori e Utenti, che gestisce il progetto ECC-Net Italia (Centro Europeo Consumatori Italia) per la tutela del consumatore in ambito europeo.
Dal 1988 le è stata riconosciuta, da parte del Ministero dell'Economia e Finanze, l'abilitazione a gestire il Fondo di Prevenzione Usura.
L'associazione è iscritta al CNCU e lavora in stretta sinergia con authority e istituzioni di tutela del consumatore.

## Attività
L'Adiconsum è impegnata in diverse aree tematiche a difesa del consumatore:
- difesa e tutela del mercato
- difesa e tutela della sanità
- difesa e tutela nel settore energia
- difesa e tutela nel settore trasporti
- difesa e tutela nel settore scuola
- difesa e tutela nel settore alimentazione
- difesa e tutela nel settore sostenibilità
- difesa e tutela nel settore ambiente